# Luis Jufré de Loayza
Luis Jufré de Loayza y Meneses Aguirre (Santiago de Xile, 1566 - 1611) fou capità i hereu de les encomiendas del seu pare Juan Jufré que incloïen els pobles de Maculen Ñuñoa, Peteroa i Copequén a la Regió del Maule, Mataquito, Calquillay i Pocoa. L'any 1592 fou alcalde de Santiago, Corregidor de Santiago i Tinent de Governador i Justícia Major de les ciutats de Mendoza i San Juan de la Frontera en el govern de Martín García Óñez de Loyola. A finals de 1593, el riu San Juan va arrasar la ciutat de San Juan, Luis Jufré la trasllada 25 quadres al sud de la seva primera ubicació. Va fundar la ciutat de San Luis de Loyola a l'octubre 1594 i encomanar al Capità Francisco de Riberos Figueroa el reconeixement i presa de possessió de les terres del valle del Diamante després de Curalaba va ser nomenat Maestre de Camp General del Regne 1599; Corregidor de Santiago 1603 i 1604, Justícia Major i Capità a Guerra a Santiago 1604, va rebre mercè de terres a Palquibudi 1604, veïnes al poble dels seus indis de Peteroa, tenia també l'estada del Guaico a Teno i continuar la fabricació de draps de Peteroa i la drassana al riu Maule instal·lats pel seu pare, testà davant Juan Rosa de Narváez a Santiago 22 d'agost del 1611, Osorno l'any 1588.